# ヤマザキマザック美術館

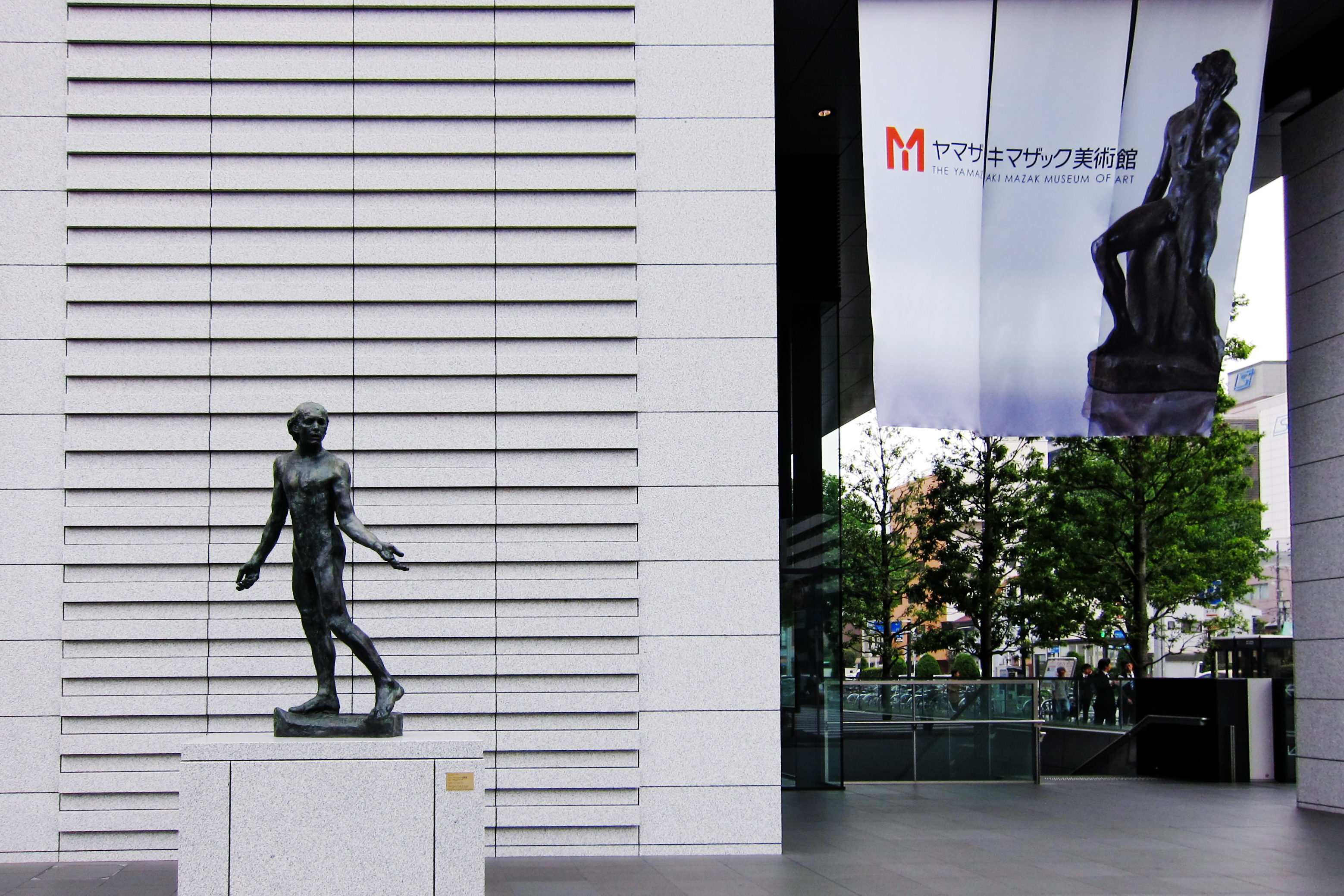
入口

ヤマザキマザック美術館（ヤマザキマザックびじゅつかん）は、愛知県名古屋市東区葵一丁目に2010年（平成22年）4月23日開館した美術館。山崎照幸の収集品を収蔵展示、運営はヤマザキ・マザック。
ヤマザキマザックの駐車場跡地に美術館を作る為に建設されたマザックアートプラザ美術館棟内に所在する。

## 概要
工作機械メーカーであるヤマザキマザックの創業者である山崎照幸が収集した美術品コレクションを公開展示するものである。
ロココ時代など18世紀から20世紀のフランス美術がメインで絵画のほかアール・ヌーヴォーのガラス工芸や家具なども展示している。
作品に合わせて展示室の壁の色も赤・黄・青などの色が付けるなど、その時代の雰囲気を含めて再現する工夫が凝らされている。
日本の美術館では珍しく、額装のガラスを外した展示を行っており、絵画の筆触を直接見ることが出来るのも特徴の一つである。
また、図書室があり、コレクションに関連した書籍が閲覧できる（要予約）。
大半の作品のカメラ撮影が許可されている。
入り口で作品解説の音声ガイドを借りることができる。

## 主な収蔵作品

### 絵画
- アメデオ・モディリアーニ「ポール・アレクサンドル博士の肖像」
- アルフレッド・シスレー「サン=マメのロワン運河」
- アルベール・マルケ「税関前の艦船」「サン=ジャン=ド=リュズの港」「パリ、ルーブル河岸」「アルジェの港、ル・シャポリオン」「ラ・ショームの家並」
- アンドレ・ボーシャン「合衆国独立宣言」 「休息」
- ジャン・アントワーヌ・ヴァトー 「夏の木陰」 [1]
- アンドレ・ドラン「果物鉢」「オーの風景」「ある婦人の肖像」 「ベッドに横たわる裸婦」「エーウ゛・キュリーの肖像」「ジプシーの肖像」「胸を開いた婦人の半身像」「プロヴァンス地方の村」「画帳のある静物」
- アンリ・ファンタン＝ラトゥール「子供の顔」
- ウジェーヌ・ドラクロア「シビュラと黄金の小枝」
- エドゥアール・ヴュイヤール「書斎にて」「アネモネ」
- エリザベート＝ルイーズ・ヴィジェ＝ルブラン「エカチェリーナ・フェオドロヴナ・ドルゴロウキー皇女」「リラを弾く女性」
- カミーユ・ピサロ「ルーアン波止場　夕陽」
- キース・ヴァン・ドンゲン「オレンジ色のサングラス」「幼児の肖像」「乗馬」「アジサイとカラー」
- ギュスターヴ・クールベ「波、夕暮れにうねる海」
- クロード・モネ 「アムステルダムの港」
- サルバドール・ダリ「トランスファーイントラディション」
- ジュール・パスキン「椅子に座る女」
- ジャン・バティスト・ウードリー「果物と野菜の静物」
- ジャン・バティスト・ジョセフ・パテル「行軍」「野営」
- ジャン＝バティスト・グルーズ「犬と遊ぶ子供」「少女の頭部像」
- ジャン・バティスト・シメオン・シャルダン 「兎と獲物袋」
- ジャン・オノレ・フラゴナール 「警士を解散させるデシウスムス」「キューピットのささやき」
- ジャン・マルク・ナティエ「狩りの衣を着たマイイ伯爵夫人」
- シャイム・スーティン「女の横顔」「野兎」「ふしのある木」「猟地の番人/祈る人」「羊肉」「女の肖像」「緑の木々」
- ジョルジュ・ルオー「キリストと漁師」
- テオドール・ジェリコー「突撃する近衛猟騎兵の士官」
- ドミニク・アングル「ルイ14世の食卓のモリエール」
- ニコラ・ド・ラルジリエール「ジャッソ夫人とふたりの子供」
- パブロ・ピカソ「マタドール」
- ピエール・ボナール「薔薇色のローブを着た女」
- ピエール・オーギュスト・ルノワール「果物皿」「母の愛、あるいは息子ピエールに授乳するルノワール夫人」
- フェルナン・レジェ「サンバ」
- フランソワ・ブーシェ 「恋文」 「アウロラとケファロス」[1]
- ポール・デルヴォー「二人の女」
- ポール・セリュジェ「ブルターニュのアンヌ女公への礼賛」
- マリー・ローランサン「シェシア帽を被った女」「３人の若い女」
- マルク・シャガール 「サン＝ジェネの村、夜」
- モイーズ・キスリング「ミモザとヒアシンス」「女性の肖像」「雉子と鴨」
- モーリス・ドニ「エウリュディケ」「聖母月-あるいは春の風景の中の聖母」
- モーリス・ユトリロ「サンノワの風車」「マルカデ通り」
- モーリス・ド・ヴラマンク「水車小屋」「花（青）」「街」「花（黒）」
- ユベール・ロベール「メレヴィル庭園の眺め」「水彩画」
- ラウル・デュフィ「グッドウッドの競馬場」「黄色い背景の裸婦」「空中ブランコ」
- ニコラ・ランクレ「からかい」

### 造形
- オーギュスト・ロダン「サン・ピエール司教（カレーの市民）」「オウィディウスの『変身物語』」「ジャン・ド・フィエンヌ裸像（カレーの市民）」「裸体のバルザック　C像」「永遠の偶像」「永遠の青春」「ピエール・デゥ・ヴェッサン裸像（カレーの市民）」「接吻」「苦悩の頭部 」
- エミール・ガレ「蜻蛉のテーブル」　「風景文鉢」「海藻文花器」　「菫文花器」「松文花器」「ホオズキ文化器」「葡萄文水差」「蝶にカラスムギ文花器」「クリダリア文花器」「蘭文花器」「花文花器」「マグノリア文杯」「ハシバミ文花器」「アザミ文花器」「ナスタチウム文花器」「月面小物入れ」「ニチニチソウ文花器」「ジャーマンアイリス文花器」「花器・エジナールとカール大帝の娘」 「ペン皿・緑色の善良な小市民」「文函」「飾り棚」「箪笥」「彫刻置台・バナナの木」「藤文ランプ」「蘭文花器」「藤文花器」 「蜻蛉文脚付杯」「木蓮文鉢」「海馬文花器」「オダマキ文花器」「においあらせいとう文花器」「朝顔文ランプ」「獅子型植込鉢」「アイリス文花器」
- ポール・アレクサンドル・デュマ「食堂用家具」「婦人用机」「陳列棚」
- バカラ社「シャンデリア（蜻蛉文様）」
- ポリフォン社「ディスクオルゴール」
- ジャック・グルベール「食器棚」「飾り棚」「衝立」
- ドーム兄弟社「シャンデリア」「葡萄文花器」「花形ランプ」「フロアランプ」「風景文ランプ」「薔薇文花器」「雪割草文花器」「草花文花器」
- ウジェーヌ・ガイヤール「椅子」「化粧台」
- ルイ・マジョレル「飾り棚」「寝室用家具」「ルームセット」「柱時計」「食堂用家具」「茶卓」「姿見」「化粧台」「書斎机」「居間用家具」「テーブル」
- ゴーティエ・ポワンシニョン社「椅子」
- ルイス・カムフォート・ティファニー「ケシ文ランプ」「蜻蛉文ランプ」
- ビュルグン・シュヴェーラー商会「ケシ文花器」
- デコシュモン 「魚文花器」
- シャルル・デスピオ「フォンテーヌ夫人」

## 交通アクセス

### 鉄道
- 名古屋市営地下鉄東山線 新栄町駅下車、北改札口（1番出口方面）直結。

### 車
- 名古屋高速「東新町出口」から約5分